# Joseph Green (Schauspieler)
Joseph Green (eigentlich Joseph Greenberg; * 23. April 1900 in Łódź; † 20. Juni 1996 in Great Neck, Long Island, New York) war ein polnischer Schauspieler, Regisseur und Schriftsteller.

## Leben
Green wurde in Łódź in eine jüdische Familie geboren. Er studierte an der Theaterschule in Berlin und debütierte in der Wilnaer Truppe. Im Jahr 1924 zog er in die USA und wohnte in New York, wo er in lokalen jüdischen Theatern auftrat. 
Im Jahr 1927 zog er nach Hollywood, nahm den Namen Joseph Green an und war Statist bei den ersten Tonfilmen. Bald aber kehrte er nach Polen zurück und ließ sich in Warschau nieder. Im Jahr 1930 nahm er sich der Vertonung und der Verbreitung von amerikanischen Filmen der 1920er Jahre an. Zu diesem Zweck gründete er Green-Film, welche sich mit der Verbreitung von jüdischen und nicht-jüdischen Klangbildern beschäftigte. 
Kurz vor dem Ausbruch des Zweiten Weltkrieges zog er zurück in die Vereinigten Staaten. Dort beschäftigte er sich mit der Verbreitung seiner Filme, war auch Theaterproduzent, Episoden-Schauspieler und Regisseur. Er starb an einem Lungenemphysem in Great Neck, Long Island, New York.

## Filmografie
Regie, Drehbuch, Produktion
- 1936: Yidl mitn Fidl
- 1937: Der Purimszpiler
- 1938: A briwele der mamen
- 1938: Mamele (nicht am Drehbuch beteiligt)

Schauspieler
- 1927: Der Jazzsänger (The Jazz Singer)
- 1932: Joseph in the Land of Egypt
- 1933: A Daughter of Her People
- 1950: Der Baron von Arizona (The Baron of Arizona)